# Caloptilia prosticta
Caloptilia prosticta är en fjärilsart som först beskrevs av Edward Meyrick 1909.  Caloptilia prosticta ingår i släktet Caloptilia och familjen styltmalar.
Artens utbredningsområde är:
- Madagaskar.
- Nigeria.
- Seychellerna.
- Sri Lanka.

Inga underarter finns listade i Catalogue of Life.